# 巴恩斯 (阿拉巴馬州)
巴恩斯（英語：Barnes）是一個位於美國阿拉巴馬州戴爾縣的非建制地區。該地的面積和人口皆未知。

## 地理
巴恩斯的座標為31°32′30″N 85°40′28″W / 31.54166°N 85.67444°W，而該地最高點為海拔高度151米（即495英尺）。